# Kleinkastelle von Neuburg
Die Kleinkastelle von Neuburg sind zwei römische Militärlager die zu unterschiedlichen Zeiten während der römischen Okkupation Raetiens bestanden. Die ältere Fortifikation, ein Holz-Erde-Lager, wurde höchstwahrscheinlich während der frühkaiserzeitlichen Epoche errichtet. Ein archäologisch eindeutig gesichertes Steinkastell entstand in spätrömischer Zeit für den Donau-Iller-Rhein-Limes. Der jüngere Steinbau überlagerte dabei die älteren Garnisonsreste. Die nicht mehr sichtbaren Befunde aus der Römerzeit wurden auf dem Westsporn des Neuburger Stadtberges in Neuburg an der Donau, Landkreis Neuburg-Schrobenhausen, in Bayern entdeckt.

## Lage
Die Überreste der Anlagen befinden sich am westlichen Ende der historischen Altstadt von Neuburg. Diese wurde auf einem mächtigen Kalksteinfelsen errichtet, der als weithin sichtbarer Überrest des süddeutschen Weißen Jura die Topographie des Umlands beherrscht. Unmittelbar am nördlichen Fuß des 20 bis 25 Meter hohen Felsstocks fließt – wie bereits in der Antike – die Donau von Westen nach Osten vorbei. Im Norden und Süden zeigt sich der Stadtberg von seinen steilsten und abweisendsten Seiten, während das Gelände an der Ost- und Westflanke etwas flacher ansteigt. Aufgrund der markanten Lage konnten die Soldaten von ihrer Fortifikation aus weit ins Land blicken und die Land- beziehungsweise Wasserwege kontrollieren.
Bereits in vorgeschichtlicher Zeit gab es hier Höhensiedlungen. Darauf weisen urnenfelderzeitliche Befunde (1300–800 v. Chr.), späthallstattzeitliche Keramik (620–450 v. Chr.) und Keramik der Frühlatènezeit (450–380 v. Chr.) hin. Außerdem fanden sich Reste eines vorgeschichtlichen Grabenwerks.

## Forschungsgeschichte

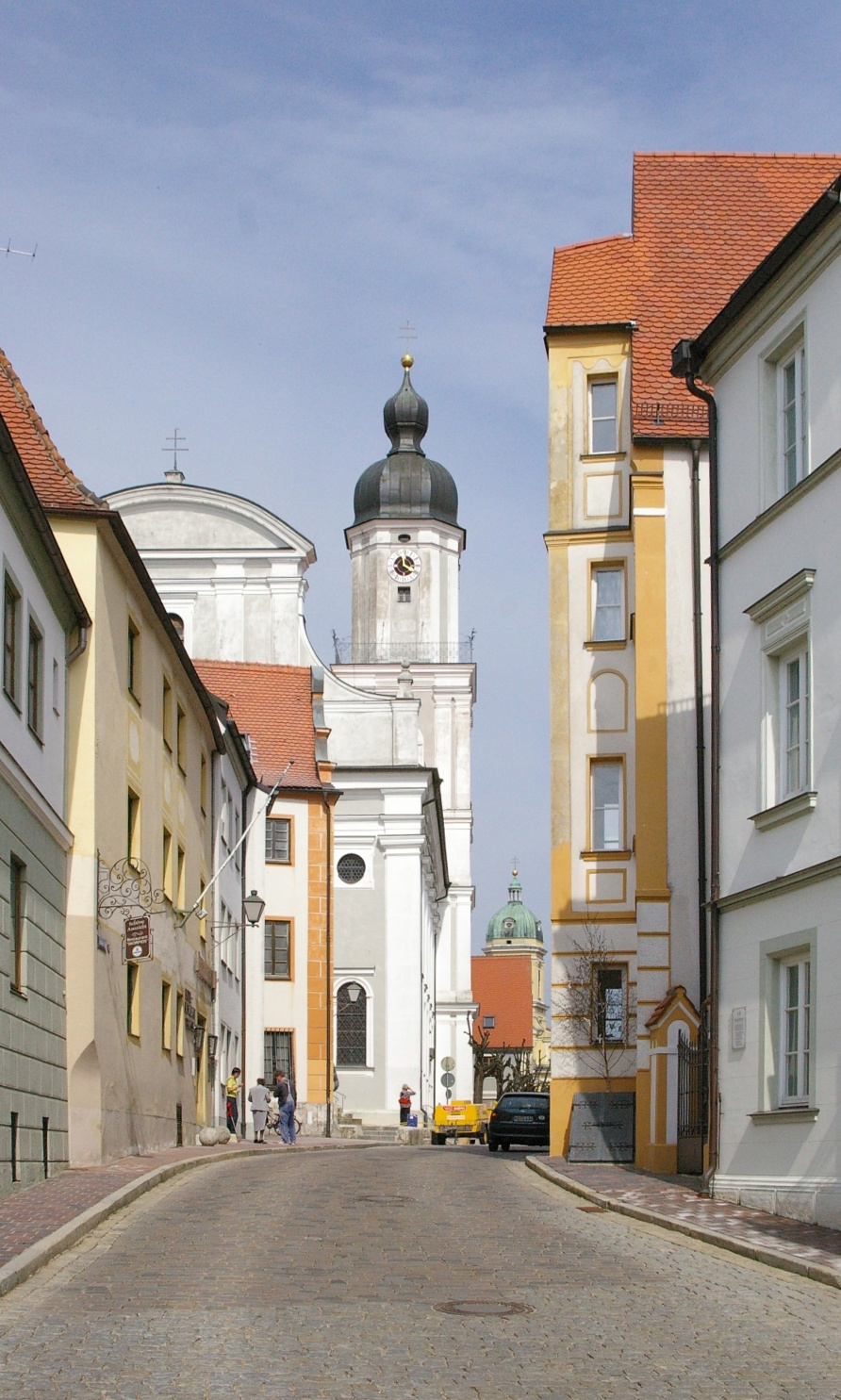
Die Auffahrt (Amalienstraße) zum Nordplateau der Altstadt von Westen. In diesem Umfeld wurden wichtige römerzeitliche Spuren zur zivilen und militärischen Besiedlung des Stadtbergs entdeckt. Links liegt die Pfarrkirche St. Peter. Hinter dem gelben Gebäude rechts liegt die für die Forschung wichtige „Münz“. Das frührömische Kleinkastell lag mit seinem Zentrum unmittelbar über der Straße.

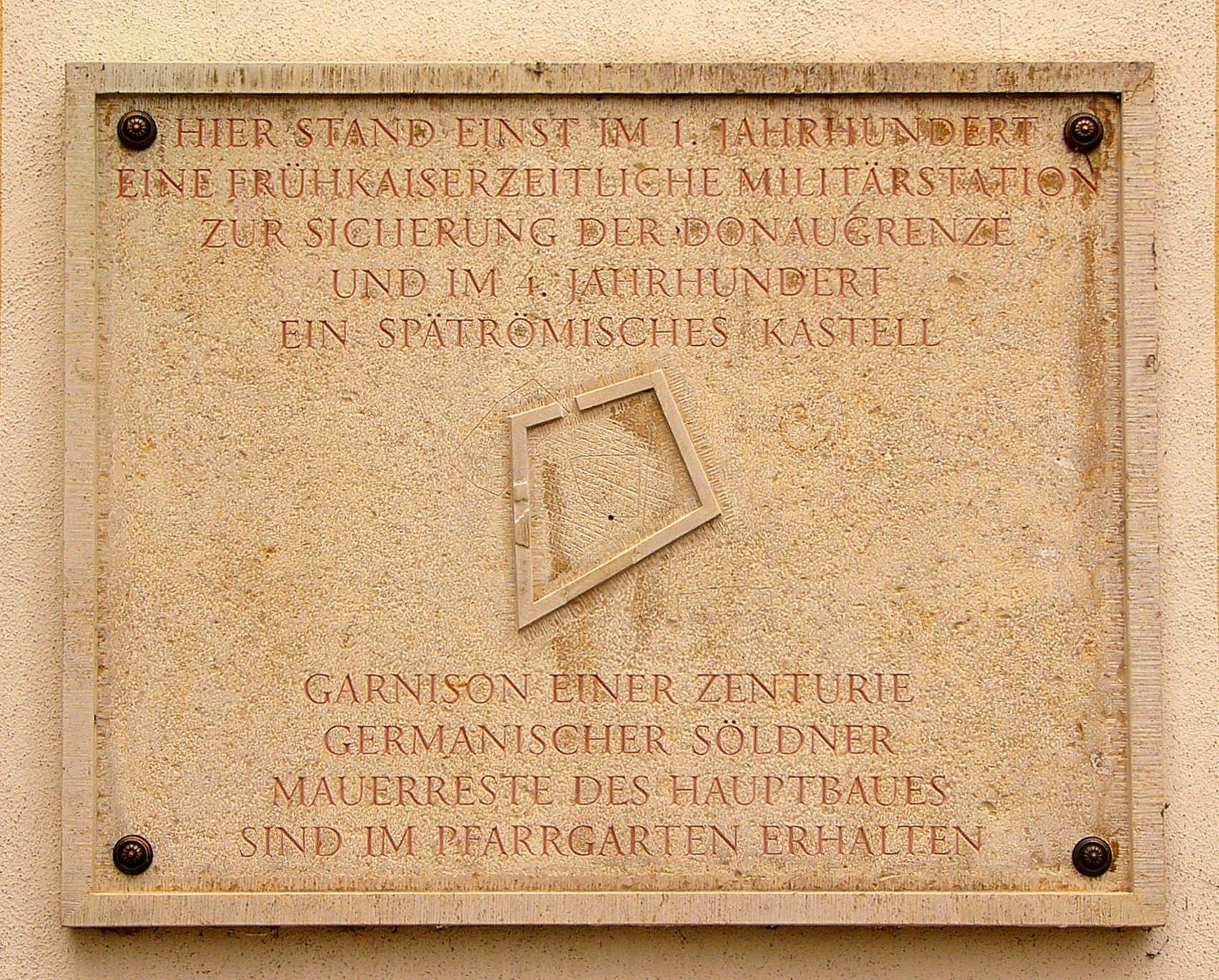
Hinweistafel zum römischen Kastell in der Amalienstraße 27

Das Gebiet des römischen Neuburgs wurde mit der Donausüdstraße erschlossen. Deren Trasse führte zwar in größerer Entfernung an dem in der frühen, mittleren und späten römischen Kaiserzeit besiedelten Felsstock vorbei, doch wurde die Verbindung durch eine Stichstraße gesichert. Einen festen Donauübergang hat es in Neuburg nicht gegeben, dieser befand sich rund 10 Kilometer westlich der spätantiken Siedlung. Möglicherweise ist aber vor Ort mit einer Fähre zu rechnen, deren Fortsetzung die Straße nach Nassenfels gewesen sein könnte. Die Stelle des spätantiken Kleinkastells, von dem heute über dem Boden nichts mehr erhalten ist, wurde seit dem Mittelalter erneut genutzt. Insbesondere mit dem frühneuzeitlichen Ausbau Neuburgs zur Haupt- und Residenzstadt des 1505 gegründeten Fürstentums Pfalz-Neuburg wurde der Felsen dicht bebaut.
Der antiken Tradition der Stadt wurden sich die Bewohner spätestens während der Renaissance bewusst. An der unter anderem zur Schranne umgebauten Martinskapelle, die in der ersten Hälfte des 18. Jahrhunderts abgebrochen wurde, befand sich bereits vor der Mitte des 17. Jahrhunderts ein haidnischer grabstein vermauert, der möglicherweise aus einer Neuburger Nekropole stammen könnte. 1769 wurde der Stein in das kurfürstliche Antiquarium in Mannheim verbracht und befindet sich dort heute im Städtischen Reiss-Engelhorn-Museum.
Die Überreste römischer Militärbauten kamen erst spät zu Tage, obwohl bereits lange zuvor über deren mutmaßliche Existenz spekuliert wurde. So in neuerer Zeit unter anderem 1928 durch den Neuburger Archäologen Friedrich Wagner und noch 1965 durch Günter Ulbert. Nachdem Ende der 1960er Jahre wichtige Hinweise zur Existenz einer frührömischen Militäranlage entdeckt worden waren, blieb die spätantike Garnison noch lange weitgehend im Dunkeln, auch wenn bereits Funde und Befunde verschiedene Hinweise auf eine solche Anlage gaben. Die bis dahin bekannten Ergebnisse dokumentierte 1979 der Ausgräber des spätantiken Gräberfeldes, Erwin Keller (1937–2014), in seinem umfassenden Abschlussbericht.
Im Jahr 1963 untersuchte der Kreisheimatpfleger Michael Eckstein (1903–1987) im Zuge von Notgrabungen auf dem Nordplateau westlich der Pfarrkirche St. Peter ein zwei Meter breites Mauerfundament, das er aus stratigraphischen Gründen in die Spätantike verortete. Östlich der ehemaligen Münze, vor der südlichen Hangkante, wurde in einem 1967 angelegten Schnitt eine bronzene Zwiebelknopffibel entdeckt, wie sie unter anderem von römischen Soldaten in der Spätantike getragen wurde. Zusätzlich kam eine in den Jahren zwischen 346 und 350 geprägte Maiorina aus der Regierungszeit des Kaisers Constans zu Tage. In den Jahren 1973 und 1974 sondierte der Archäologe Walter Sage im Bereich zwischen St. Peter und dem südlichen Abbruch des Felsstocks vier kleine Bereiche und barg spätantikes Fundgut. Im gleichen Jahr gelang es Eckstein, in der Amalienstraße vor St. Peter die Verfüllung eines spätrömischen Pfostenbaus im Profil eines Kanalisationsgrabens zu untersuchen und im Frühjahr 1975 deckte er in der Herrenstraße einen Spitzgraben auf.
Zwischen 1983 und 1986 untersuchte das Bayerische Landesamt für Denkmalpflege den Innenhof der alten Münz. Nun bestätigten die Spekulationen und Befunde, die bisher bekannt geworden waren die Existenz eines spätantiken Steinkastells. Im Jahr 1988 wurde das zweite spätantike Gräberfeld entdeckt, das sich auf dem Stadtberg, Herrenstraße A 98, befand.

## Frühe Kaiserzeit

### Baugeschichte
Für das römische Militär war der Neuburger Raum erstmals während der frühen Kaiserzeit interessant. Das rätische Donautal wurde offensichtlich schon vor der Zeit um 40 n. Chr. von Augusta Vindelicorum (Augsburg) aus durch römische Truppen kontrolliert. In spättiberisch-frühclaudischer Zeit entstanden östlich von Neuburg zwei kurzfristig belegte Holz-Erde-Lager bei Ingolstadt-Zuchering sowie ein weiteres halbpermanentes Holz-Erde-Lager (Ingolstadt-Zuchering Kastell I) das nach Fundausweis bis in Regierungszeit des Kaisers Trajan (98–117) genutzt wurde. Militärisch bedeutender als diese kleinen Lager aus der Okkupationsphase ist jedoch das rund 20 Kilometer östlich gelegene Auxiliarkastell Oberstimm. Dieses entstand jedoch wohl etwas später, als die Lager in Zuchering.
Der spätere Neuburger Stadtberg war mit seiner beherrschenden Position ein militärisch günstiger Standort für ein Kastell an der Donau. Auf die frühkaiserzeitliche Militärstation deutete zunächst nur eine bei Ausgrabungen entdeckte abgerundete Grabenecke hin. Zu ihr gehörte eine zeitlich passende Palisade, deren Pfostengruben im Abstand von 0,70 bis 1,20 Meter gesetzt waren. Nach weiteren Untersuchungen konnte gegen Ende des 20. Jahrhunderts ein erster umfassender Plan der Anlage gezeichnet werden. Da das westliche Plateauende nur Platz für eine kleine Holz-Erde-Anlage bot, wurde ein nur 24,5 × 33 Meter großes Kleinkastell errichtet, das mit seiner dem Feind zugewandten Prätorialfront nach Nordwesten, zur Donau hin orientiert war. Der von zwei vorgelagerten Spitzgräben zusätzlich geschützte Bau wurde nach Fundausweis über Jahrzehnte genutzt. Während der Epoche der Flavier (69–96) gab das Militär den Posten auf. Die Neuburger Garnison besaß eine holzverschalte Holz-Erde-Mauer mit einer Stärke von drei Metern. Über die Innenbebauung ist bis heute nichts bekannt geworden.
Mit der endgültigen Vorverlegung des Limes in den Raum des Altmühltals um 160 n. Chr. verlor die westliche raetische Donaugrenze weitgehend ihre militärische Bedeutung, während die zivilen Lagerdörfer meist weiter prosperierten. Wichtig blieben jedoch die Sicherung der Flussübergänge, um einen anhaltenden Transport von Truppen, Nachschub und Handelsgütern zu gewährleisten.

### Truppe
Die Besatzung des Kleinkastells bildete möglicherweise eine Truppe aus rund 80 Infanteristen, was einer Zenturie entsprach. Die Soldaten wurden wahrscheinlich aus einem der nächstliegenden größeren Garnisonsorte hierher abkommandiert. In Frage kommen dabei die tiberisch-claudischen Kastelle Oberstimm und Burghöfe. Außerdem bestand ab claudisch-neronischer Zeit – von Neuburg aus auf halber Strecke nach Burghöfe – in Burgheim ein weiteres großes Kastell.

### Vicus und Umland im 1.Jahrhundert n.Chr.
Der Vicus von Neuburg, das zivile Lagerdorf, befand sich in frührömischer Zeit auf dem Felsstock. Während der mittleren Kaiserzeit zog es die Bewohner in das flache Umland. Südlich und südwestlich des Stadtbergs fanden sich entsprechende Siedlungsspuren. Doch bereits in der frühen Kaiserzeit wurden Siedlungen unterhalb des Felsens gegründet.

#### Frührömische Siedlung in der Flur „Donaufeldle“
Im Jahre 2012 konnte rund 1,2 Kilometer südöstlich des Stadtberges vor der Errichtung mehrerer Gebäude in der Flur „Donaufeldle“ eine bis dahin unbekannte frühkaiserzeitliche Siedlung teiluntersucht werden. In dem archäologisch aufgenommenen Areal konnten die Reste einer hölzernen Wohnbebauung festgestellt werden. Das umfangreiche Fundmaterial datierte in das 1. Jahrhundert n. Chr. Neben einigen Bronzemünzen war ein Silberdenar auffällig, der 46 v. Chr. unter Gaius Iulius Caesar in Nordafrika geprägt worden war. Viele Altbronzen, Bronze-, Eisen- und Silberschlacken sowie ein Bronzegußfragment könnten auf ein metallverarbeitendes Gewerbe hinweisen, auch wenn dazu keine Befunde zu Tage kamen. In dem Metallschrott fanden sich unter anderem auch Reste von Militaria. Hierzu zählte die bronzene Schließe eines Schienenpanzers (Lorica segmentata) sowie eine eiserne Geschossspitze. Der Ausgräber, Peter Lutz, hielt es für möglich, diese militärischen Gegenstände mit dem frühkaiserzeitlichen Kastell auf dem Stadtberg in Verbindung zu setzen.

#### Mittelkaiserzeitliche Siedlung am Alten Friedhof
Auf den Grundstücken der 1955 fertiggestellten ehemaligen Jacob-Balde-Volksschule (Eybstraße B 251) sowie der 1954 eingeweihten benachbarten landwirtschaftlichen Kreisberufsschule (heute Wirtschaftsschule, Pestalozzistraße 2) sind umfangreiche Siedlungsspuren nachgewiesen worden. Diese gehören jedoch der mittleren Kaiserzeit an, als das Kleinkastell nicht mehr bestand. Offensichtlich erstreckte sich die Ausdehnung dieser Siedlung bis in die Flur „Neufeld“. Im Zuge der Alamanneneinfälle des 3. Jahrhunderts, welche den Limesfall begleiteten, wurde die Siedlung zerstört.

#### Villae Rusticae
Die Versorgung insbesondere der Garnisonen mit Grundnahrungsmitteln, wurde von Anfang an mithilfe von Landgütern (Villae Rusticae) organisiert. Bekannt ist die von Eckstein in den 1950er Jahren untersuchte Villa Rustica in der südöstlich von Neuburg gelegenen Flur „Römerfeld“, deren Reste noch 1819 sichtbar waren und die nach ihrer Ausgrabung einer Einfamilienhaussiedlung weichen musste. Die Villa befand sich rund 600 Meter südwestlich der 2012 entdeckten frührömischen Siedlung in der Flur „Donaufeldle“. Auch in der östlich gelegenen Gemeinde Weichering wurde die frühkaiserzeitlicher Besiedlung des Landes mit in Holzbauweise errichteten Gutshöfen dokumentiert.

### Frührömisches Gräberfeld „Schwalbanger“
Ein Gräberfeld aus der Zeit des frühen Prinzipats wurde südlich des Stadtbergs am „Schwalbanger“ entdeckt.
Die wenigen bisher aus Neuburg bekannten Grabinschriften sind teils bereits seit Jahrhunderten verschollen oder wurden meist nicht mehr an ihrem ursprünglichen Aufstellungsort wiedergefunden. Am bekanntesten ist der möglicherweise auch sekundär nach Neuburg geschaffte Grabstein, der sich an der ehemaligen Neuburger Martinskapelle befand. Wie das Formular der Inschrift bezeugt, stammt die Inschrift aus dem 2. Jahrhundert n. Chr., möglicherweise aus dessen mittlerem Drittel.
Sex(tus) Nant(ius?) Secun-
dus civ(es) Trev[er]
v(ixit) a(nnos) LXXXX Nant(ius?)
Nammavos(!) lib(ertus)
et her(es) f(aciendum) c(uravit)
Übersetzung: „Sextus Nantius Secundus, Bürger aus Trier. Er lebte 90 Jahre. Nantius Nammavos, sein Freigelassener und Erbe, hat (den Grabstein) errichtet.“

## Mittelkaiserzeitliche Donaubrücke

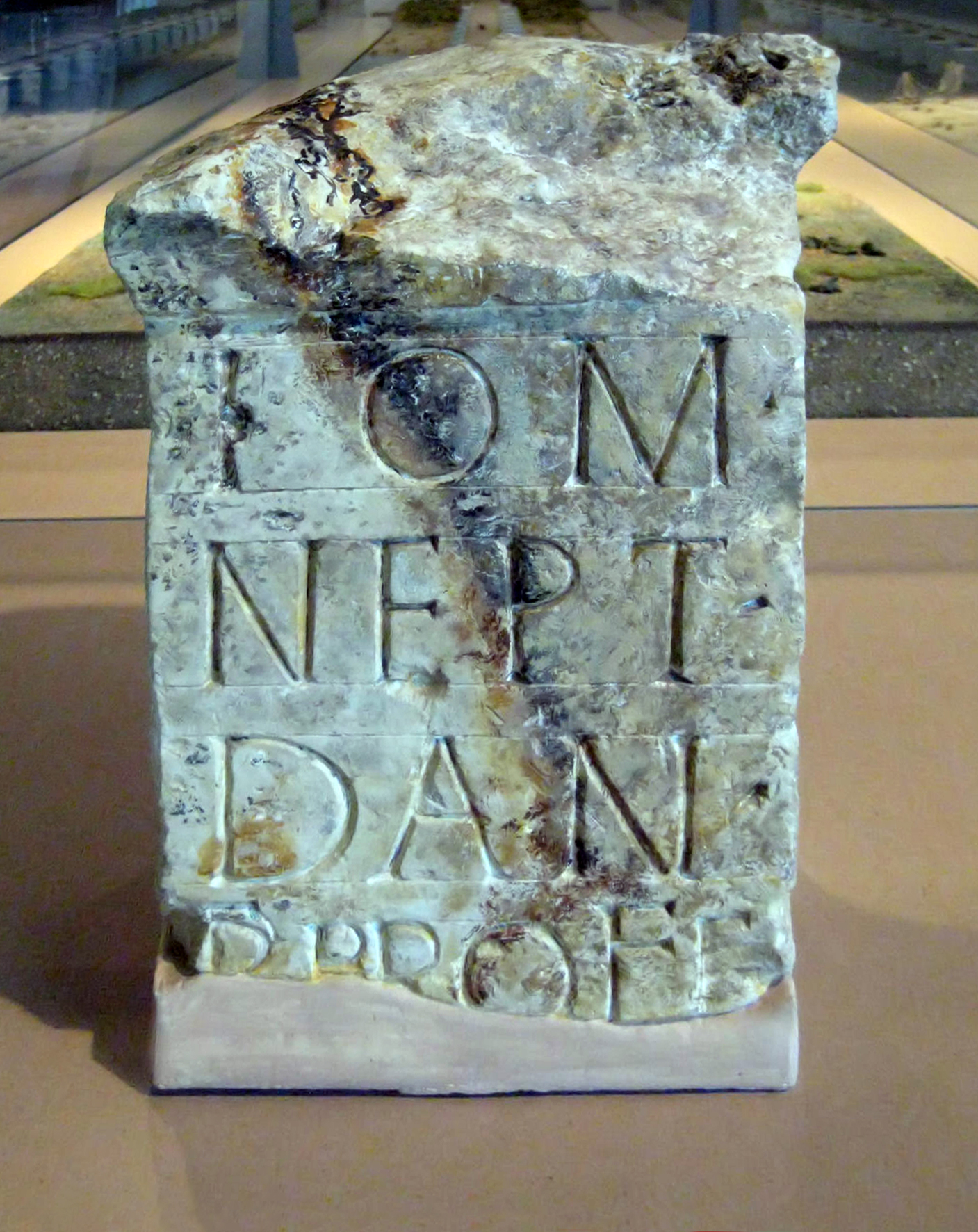
Der 1956 an der nördlichen Brückenauffahrt geborgene Weihestein.

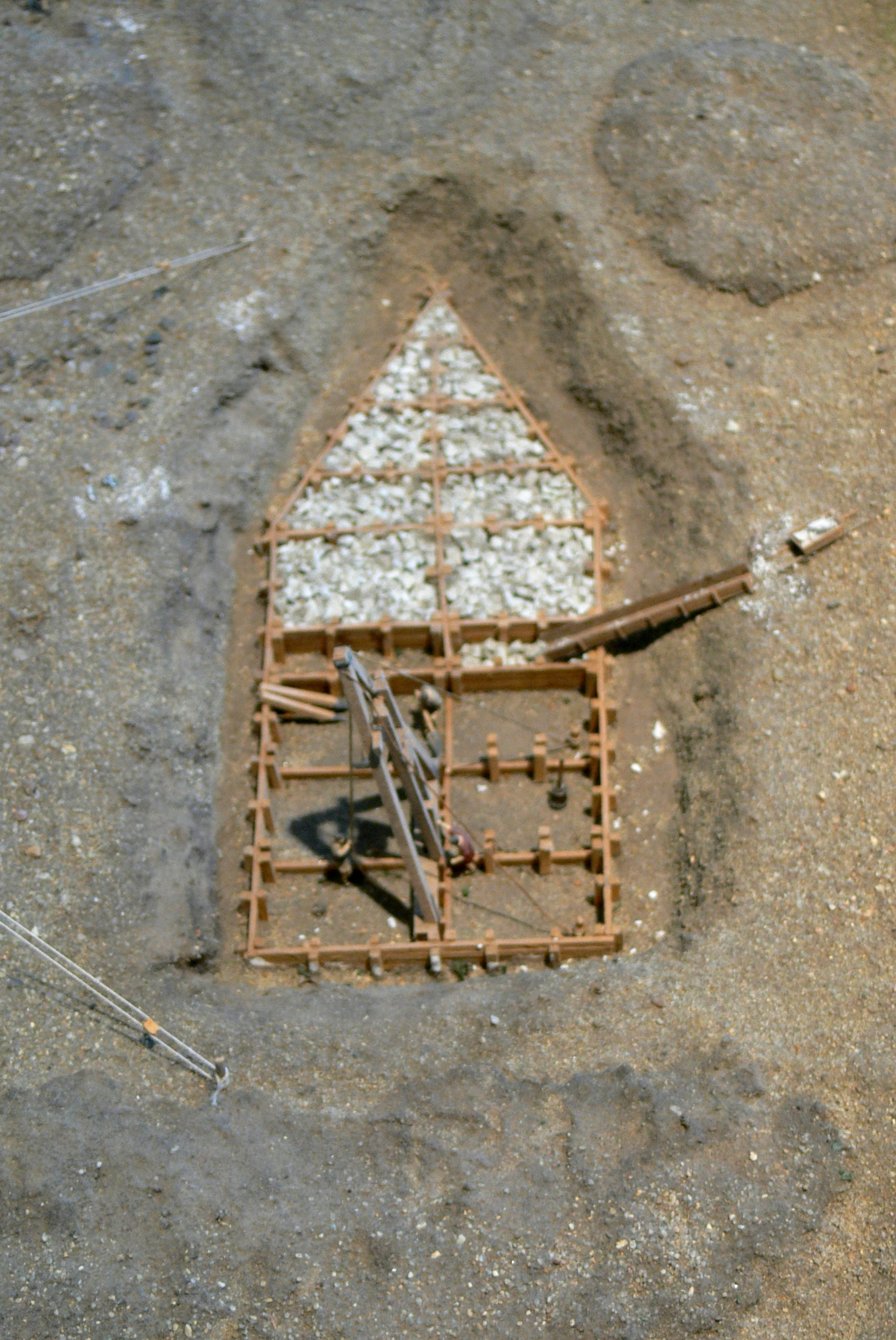
Der wissenschaftlich gesicherte Fundamentbereich der Brücke in einer Modellrekonstruktion. Der Aufbau des aufgehenden Pfeilers entzieht sich der fachlichen Kenntnis.

Rund zehn Kilometer westlich von Neuburg wurden südlich des Dorfes Stepperg die Überreste einer Donaubrücke untersucht. Nach Vermutungen, die sich bis in das 18. Jahrhundert zurückverfolgen lassen, gelang es im Sommer 1842 bei niedrigem Wasserstand erstmals, Pfeilerreste zu identifizieren und zu skizzieren. Immer wieder wurden in der Folge Brückenpfähle aus dem Uferbereich gezogen. 1895 erfolgte eine erste genauere Vermessung von drei Pfeilern und 1956 stieß ein Bagger beim Kiesabbau an der nördlichen Zufahrt zur einstigen Brücke auf das Fragment eines Weihealtars für Jupiter, Neptun und Danuvius. Von der sauber ausgeführten Inschrift fehlt der untere Teil.
I(ovi) o(ptimo) m(aximo)
Nept(uno)
Dan(uvio)
Toppo fe(cit)
Übersetzung: „Für Jupiter, den Besten und Größten, für Neptun, für Danuvius, Toppo hat gemacht ...“
Von der einstmals wohl 500 Meter langen Donaubrücke haben sich noch Pfähle sowie Balkenwände der Rahmenkonstruktion erhalten, die zu großformatigen Pfeilern gehörten. Diese Brückenpfeiler waren mit Bruchsteinen gefüllt und trugen den hölzernen Fahrdamm. Großformatige bearbeitete Steinquader, die auf eine Steinkonstruktion der aufgehenden Pfeiler hinweisen könnten, wurden nicht entdeckt. Wahrscheinlich handelte es sich daher um vorwiegend aus Holz errichtet Pfeiler ohne Werksteine. Von zwei Eichenpfählen gelang eine dendrochronologische Splintgrenzdatierung. Danach stammen sie aus der Mitte des 2. Jahrhunderts n. Chr. (145 ± 10, 165 ± 5). Die Brücke verband die Donausüdstraße mit dem Vicus Scuttarensis (Nassenfels).

## Spätantike

### Name
Der Name des Garnisonsorts ist nach Meinung von Erwin Keller unbekannt. Das vielfach mit Neuburg gleichgesetzte Venaxamodurum, das die Notitia dignitatum – ein römisches Staatshandbuch aus der ersten Hälfte des 5. Jahrhunderts – nennt, verortete der Philologe Gerhard Rasch 2005 nach Straubing. Bereits der Historiker Max Spindler (1894–1986) setzte ein Fragezeichen in Bezug auf die Gleichsetzung von Neuburg mit Venaxamodurum. Und auch der Archäologe Thomas Fischer hat zeitweilig Zweifel in Bezug auf die Gleichsetzung von Neuburg mit Venaxamodurum geäußert. Ein weiterer Archäologe, Volker Bierbrauer, sieht den Namen Venaxamodurum zweifelsfrei mit der Notitia dignitatum für Neuburg bezeugt.

### Baugeschichte
Seit den Forschungen im ausgehenden 20. Jahrhundert mehren sich die Anzeichen, das auf dem Westplateau gelegene Neuburger Kleinkastell als eine Gründung des frühen 4. Jahrhunderts n. Chr. anzusprechen. Möglicherweise gehören die ältesten Grablegen der Nekropole im Garten des Studienseminars (siehe unten) zu den jüngeren Zeugnissen spätantiken Lebens in Neuburg und bieten einen terminus ante quem. Somit entstand das Kleinkastell wohl nur einige Zeit vor 330 n. Chr. Laut Keller wurden die Toten aus der Schlussphase des Kleinkastells jedoch an einem anderen, bisher unbekannten Ort bestattet. Im Gegensatz zu Kellers Thesen gibt es jedoch auch Hinweise darauf, dass die spätantike Garnison bereits um 300 n. Chr. – während der Zeit der Tetrarchie – errichtet worden sein könnte.
Der von Eckstein in der Herrenstraße aufgedeckte Spitzgraben war noch vier Meter breit und 3,40 Meter tief erhalten. Seine Ausrichtung deutete darauf hin, dass er die Ostflanke des Kleinkastells umlaufen hat. Vom Kastell selber waren bei der Auffindung nur geringe Mauerreste erhalten geblieben. Es war jedoch zu erkennen, dass die Umwehrung als Gussmauerwerk (Opus caementitium) errichtet worden war. Zur Rekonstruktion der ehemaligen Größe musste auch die topographische Lage herangezogen werden. Damit ergab sich ein trapezoider, rund 40 × 40 Meter (= 0,16 Hektar) umfassender Wehrbau.

### Truppe
Sollte Neuburg mit Venaxamodurum gleichzusetzen sein, wäre die in dem spätantiken Kleinkastell stationierte Truppe nach den Angaben der Notitia dignitatum eine Sechste Kohorte der Rätier (Cohors VI Valeria Raetorum) unter der Führung eines Militärtribuns gewesen. Eine Gleichsetzung dieser spätantiken Einheit mit der seit dem ausgehenden 1. Jahrhundert n. Chr. bekannten Cohors VI Raetorum wird in der Fachwelt unterschiedlich beurteilt. Nach den Befunden aus den spätantiken Gräberfeldern (siehe unten) müsste die Mannschaft dieser Einheit zumindest in der Frühzeit aus Elbgermanen bestanden haben. Möglich wäre aber auch, dass die Notitia nicht die erste spätantike Einheit in Neuburg nennt. Auch in anderen spätantiken Kleinkastellen sind Kohorten als Besatzung belegt. Es ist jedoch nicht damit zu rechnen, dass vollständige, rund 500 Mann starke Kohorten mit ihren Oberkommandierenden in diesen kleinen Anlagen dauerhaft stationiert waren. Vielmehr müsste für die Spätzeit von einer wesentlich verringerten Mannschaftsstärke ausgegangen werden. Eine eindeutige Überlieferung der militärischen Mannschaftsstärken für diese Epoche gibt es jedoch nicht.

### Vicus
Das spätantike Lagerdorf befand sich – soweit bekannt – wie das Kleinkastell im Bereich der Westspitze des Felsstocks und umfasste weniger als einen Hektar. Grab- und Votivsteine aus dem zerstörten mittelkaiserzeitlichem Vicus, die als Spolien in der mittelalterlichen Stadtmauer verbaut wurden, könnten bereits in der Spätantike auf den Berg geschafft worden sein, um im spätrömischen Kastell verbaut zu werden.

### Spätantike Gräberfelder
In Neuburg lassen sich bisher zwei spätantike Gräberfelder nachweisen. Ein fast vollständig zerstörter Bestattungsplatz mit Grablegen des 4. Jahrhunderts befand sich im südöstlichen Vorfeld des Kleinkastells auf dem Stadtberg in der Herrenstraße A 98. Der Ausgräber Ernst Pohl konnte noch knapp ein Dutzend Körpergräber freilegen, die fast beigabenlos waren. Außerdem kam ein singuläres Brandgrab zu Tage. Die wenige Keramik datierte in das 4./5. Jahrhundert.
Archäologisch weitgehend vollständig ergraben ist dagegen die Nekropole auf dem Gartengelände des heutigen Studienseminars. Das Areal befindet sich rund 250 Meter Luftlinie südwestliche der Garnison am südlichen Hochufer der Donau. Insgesamt wurden 133 Bestattungen in 130 Gräbern dokumentiert. Hier ließen sich nach der Interpretation des Ausgräbers Erwin Keller drei zeitlich aufeinander folgende Bestattungsareale nachweisen. Anhand des dort geborgenen Fundmaterials lässt sich die Eingliederung germanischer Verbände in das spätrömische Heer in exemplarischer Form belegen. Es kann daher davon ausgegangen werden, dass die spätrömische Kastellbesatzung zu Beginn aus elbgermanischen Söldnern bestand.
Die erste Begräbnisfläche (Zone 1) wurde zwischen 330 und 360 n. Chr. genutzt, anschließend sind Bestattungen auf einer zweiten Fläche nachgewiesen (Zone 2, 360–390 n. Chr.) Beiden Arealen weisen verstärkt Objekte elbgermanischen Charakters auf. Für diese Zeit mutmaßte Keller daher eine alamannisch-juthungische Einheit in Neuburg. Die dritte Fläche (Zone 3) wurde während des frühen 5. Jahrhunderts belegt. Das Fundgut aus diesem Bereich lässt sich am besten mit Stücken vergleichen, die für den südosteuropäischen Raum belegt sind. Keller ging davon aus, dass die drei Areale, die er aufgrund der Unterzahl an Frauengräbern als Militärfriedhof interpretierte, auf drei verschiedene germanische Verbände hinwiesen, die nacheinander in Neuburg stationiert waren. Dass germanische Truppen die spätantike Donaugrenze bewachten, ist vielfach nachgewiesen. Die hier wiedergegebenen Nutzungszeiträume weichen teilweise von einer ersten Datierung durch Keller ab. Die Abgrenzung in drei Zonen zeigte sich für den Archäologen nicht nur anhand der Fundstücke, sondern auch aufgrund verschiedener Bestattungssitten. Er unterschied dabei unter anderem zwischen drei Sargtypen: Baumsärge, kistenförmige Bohlensärge und im Querschnitt quadratische Bohlenkisten.
Die Forschungsergebnisse Kellers wurde nicht kommentarlos hingenommen. So gibt es heute weitere Interpretationen, die zwar gleichfalls Elbgermanen an den Anfang der Entwicklung stellen, doch die nachfolgende Entwicklung als eine stetige Romanisierung ohne erkennbare Brüche betrachten, zu der auch der fortschreitende Verzicht auf Grabbeigaben gehört. Insbesondere verschiedene Ethnien lassen sich nach den alternativen Theorien im 4. Jahrhundert nicht nachweisen. Auch für die von Keller in der Spätzeit (Zone 3) angenommenen ostgermanisch-gotischen Soldaten ließen sich keine unbestreitbaren Nachweise erbringen. Insbesondere ist keinerlei Trachtzubehör ostgermanischer Herkunft im Seminargarten entdeckt worden.

## Nachrömische Entwicklung
Germanische beziehungsweise romanisierte Streitkräfte hielten die Donaugrenze noch bis in die 430er Jahre aufrecht. Es gibt Annahmen, die entsprechend der östlichen Nachbarprovinz Noricum ripense auch für die spätantike Provinz Raetia II eine Fortdauer bis 476 n. Chr. vorstellbar machen. Eine mögliche Siedlungskontinuität bis ins Frühmittelalter ist für den Neuburger Stadtberg sowie das nahe Umland nicht gesichert. Vielleicht kann ein fast vollständig zerstörtes Gräberfeld 150 Meter südwestlich des Neuburger Felsstocks entsprechend interpretiert werden. Die noch dokumentierbaren Körpergräber waren fast vollkommen beigabenlos. Nur ein einziger Tonkrug mit kleeblattförmiger Mündung kann vielleicht in die Zeit um 500 n. Chr. datiert werden. Bis zum 7. Jahrhundert ist keine Siedlungstätigkeit in Neuburg mehr nachzuvollziehen. Erst ab diesem Jahrhundert scheint der Stadtberg von einer Anzahl kleinerer Siedlungen mit den dazugehörigen Friedhöfen umgeben gewesen sein.

## Fundverbleib
Wichtige Funde werden im Archäologie-Museum im Schloßmuseum von Neuburg, in der Archäologischen Staatssammlung München sowie im Städtischen Reiss-Engelhorn-Museum in Mannheim verwahrt. Fundmaterial von der Römerbrücke bei Stepperg ist im Kelten Römer Museum Manching untergebracht.

## Denkmalschutz
Die erwähnten Anlagen sind als eingetragene Bodendenkmale im Sinne des Bayerischen Denkmalschutzgesetzes (BayDSchG) geschützt. Nachforschungen und gezieltes Sammeln von Funden sind erlaubnispflichtig, Zufallsfunde sind den Denkmalbehörden anzuzeigen.